# Denise Mennet
Denise Mennet, née le 7 février 1927 à Lausanne et morte le 8 décembre 2009 à Lausanne, est une dessinatrice et peintre vaudoise.

## Biographie
Son père, le peintre Jean-Jacques Mennet lui enseigne la peinture et le dessin dès l'âge de 7 ans. Elle suit sa formation à l'École cantonale des beaux-arts de Lausanne de 1941 à 1946. Parmi ses professeurs, on compte Casimir Reymond, Marcel Poncet, Charles Chinet, Henry Bischoff et Alphonse Laverrière.
Elle s'installe à Paris en 1947. Dès 1960, elle commence à exposer ses œuvres, notamment en Suisse. Elle expose, entre autres, à Lausanne à la galerie Vallotton en 1960, à Genève à la galerie Engelberts en 1965 et 1979 et au Cabinet des estampes, en 1976, à Neuchâtel à la galerie Ditesheim en 1980, à Vevey à la galerie Arts et Lettres en 1988, mais également à l'international, notamment à Milan en 1961.
Denise Mennet figure parmi les artistes représentés à Horizon 80, une exposition de la SPSAS, la Société des peintres sculpteurs et architectes suisses. L'événement, organisée par la section vaudoise de la société, se déroule au Musée cantonal des beaux-arts de Lausanne et regroupe au total 93 artistes contemporains.
Elle illustre un recueil de nouvelles de Pierre Thée, écrivain genevois, intitulé Pour les Murs (1967) édité par G. Chambelland. Elle publie également, conjointement avec le poète Henri Gaberel, un ouvrage Le Chemin sans traces (1990), aux éditions Arts et lettres de Vevey, dans lequel elle illustre les poèmes de l'auteur.
Un ouvrage consacré à Denise Mennet est publié aux éditions Pierre Demaurex par Sylvio Acatos et Arnold Kohler en 1984.
De 1982 à 1985, Denise Mennet est membre de la commission du Fonds des arts plastiques de la Ville de Lausanne, représentant ainsi la SPSAS.
Une partie des œuvres de Denise Mennet font partie des collections publiques du Musée cantonal des beaux-arts de Lausanne et du Musée des beaux-arts de Vevey.